# Polaribacter marinus
Espèce
Polaribacter marinus est une espèce de bactéries gram-négatives de la famille des Flavobacteriaceae.

## Historique
Cette espèce de bactéries a été décrite en 2022, en même temps que l'espèce Colwellia maritima. Toutes deux ont été isolées à partir de l'eau de mer.

## Description
Les bactéries de l'espèce Polaribacter marinus sont des bacilles non mobiles à coloration de Gram négative. Ce sont des bactéries aérobies dont les réactions biochimiques oxydase et catalase sont positives. Elles sont capables de croître de manière optimale à 25 °C et avec un pH de 6,0 à 7,0 et en présence de 2 % de Chlorure de sodium.

## Taxonomie
Le nom correct complet (avec auteur) de ce taxon est Polaribacter marinus Kristyanto et al. 2022. La souche type de cette espèce est la souche MSW13 déposée sous les identifiants JCM 35021 et KACC 22341 dans différentes banques de culture bactérienne,.

### Étymologie
L'étymologie du nom spécifique de P. marinus est basée sur l'environnement marin d'où cette espèce a été isolée d'où l'épithète marinus provenant de ma.ri’nus. L. masc. adj. marinus.

### Phylogénie
Sur la base des analyses des séquences de l'ARNr 16S, PC. marinus est classée proche de l'espèce Polaribacter atrinae avec une homologie de séquence de près de 98,1 %.